# Zahajce Wielkie
Zahajce Wielkie (ukr. Великі Загайці, Wełyki Zahajci) – wieś na Ukrainie, w obwodzie tarnopolskim, w rejonie krzemienieckim. W 2001 roku liczyła 1258 mieszkańców.
W okresie II Rzeczypospolitej wieś należała do gminy Dederkały, w powiecie krzemienieckim, w województwie wołyńskim.
Własność Błędowskich, potem od około 1838 roku własność Bobrów, którzy zbudowali tu nową rezydencję. Pod koniec XIX wieku własność Potockich.

## Zabytki
- dwór - zbudowany w 1. połowie XIX wieku przez Teodora Bobra - Piotrowickiego, w którym mieszkał ze swoją żoną Joanną Bobrową, będącą później w związku z Zygmuntem Krasińskm i Juliuszem Słowackim. Pod koniec XIX w. murowany dwór był własnością Potockich.

## Zmarli w miejscowości
- Paweł Karol Sanguszko[3] (1680–1750) – książę, marszałek wielki litewski, marszałek nadworny litewski.